# Colpochila cylindrica
Colpochila cylindrica är en skalbaggsart som beskrevs av Szito 1995. Colpochila cylindrica ingår i släktet Colpochila och familjen Melolonthidae. Inga underarter finns listade i Catalogue of Life.